# Laurence Trochu
Laurence Trochu (Nantes, 4 luglio 1973) è una politica francese.

## Biografia

### Famiglia
Figlia unica, è cresciuta in un villaggio di 600 abitanti, dove il padre era segretario comunale. Ha detto di questo periodo: "Ho vissuto in questo mondo politico, cresciuta nel dibattito delle idee, in una famiglia piuttosto eterogenea, con zii e zie che non avevano necessariamente le stesse scelte e le stesse esperienze. Ho ricevuto un'educazione lontana da ogni pregiudizio".
Laurence Trochu è un cattolica praticante. È sposata e ha sei figli.

### Studi
Dopo aver conseguito il Baccalauréat, si dedicò allo studio della filosofia e ha fatto la  tesi di laurea magistrale su Parmenide.
Dopo la laurea in Filosofia, ha insegnato la materia nei licei generali e tecnici. All'età di 30 anni, decide di riprendere gli studi e approfondire le sue conoscenze attraverso la filosofia politica, e in quel periodo scrive una tesi su Alexis de Tocqueville dal titolo "La morale di fronte all'individualismo democratico".

### Attività politica
Non appartenente a nessun partito politico, è stata coinvolta nel 2014, all'età di 40 anni, nella campagna municipale di Guyancourt (Yvelines) dove è stata eletta consigliere comunale dell'opposizione nella lista di Ladislas Skura (DVD). L'anno successivo, ha vinto le elezioni dipartimentali con l'etichetta UMP in tandem con Michel Laugier (UDI) nel cantone di Montigny-le-Bretonneux (Île-de-France). Di conseguenza, le è stata affidata una delegazione per gli ospedali e ha fatto parte della commissione per la famiglia, gli affari sociali e l'occupazione.
Si è impegnata con François Fillon nel contesto delle primarie di destra e centro del 2016, come portavoce su questioni legate alla famiglia e alla società.
Alla fine di gennaio 2018 è stata nominata membro dell'ufficio politico de Les Républicains.
Il 9 aprile 2018, Laurence Trochu è stata nominata presidente di "Sens Commun" — rinominato Movimento conservatore nel 2020 – una estensione di La Manif pour tous all'interno del partito Les Républicains, ed è succeduta a Madeleine de Jessey. Intende quindi "radicare il movimento a lungo termine e portare un diritto di convinzione all'interno dei repubblicani" e allo stesso tempo invita LR "a mostrare coerenza e coerenza nelle loro posizioni". 
A proposito del Front National, Laurence Trochu ha detto all'AFP che non "definisce il FN come una famiglia politica che gli è vicina" e che il suo partito "ha scelto di lavorare all'interno di LR".
Nel novembre 2018 ha organizzato ad Asnières-sur-Seine (Hauts-de-Seine), con Sens Commun, "La destra che vogliamo è conservatrice", una giornata di tavole rotonde che ha riunito intellettuali, saggisti e leader politici, su un approccio conservatore all'impegno, attorno al manifesto del conservatorismo. Una seconda giornata si è tenuta nella stessa città nel settembre 2021, attirando 800 persone e dove erano presenti molte personalità politiche, tra cui Éric Zemmour..

#### Con Reconquête

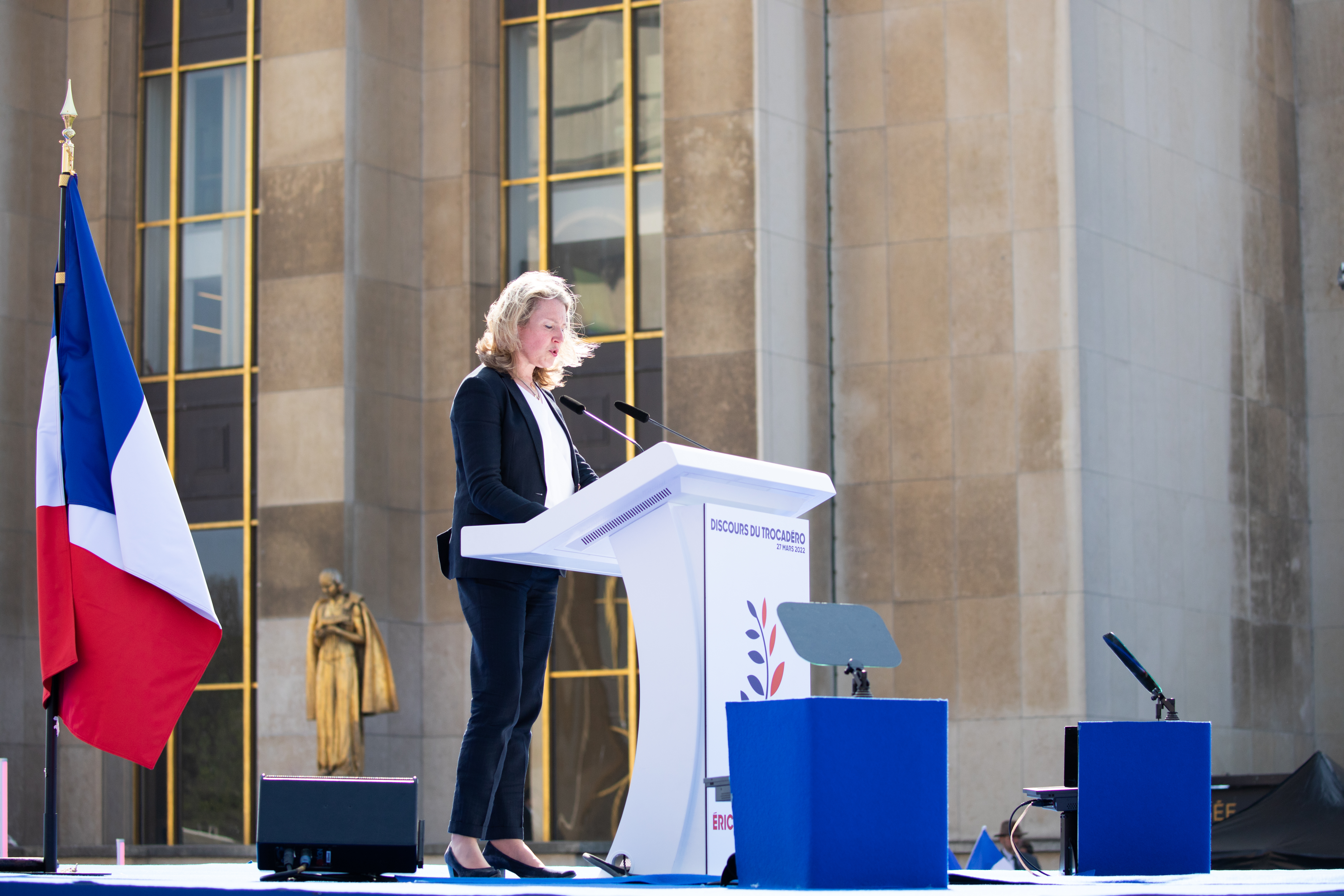
Laurence Trochu durante l'incontro svoltosi al Trocadero il 27 marzo 2022.

Il 4 dicembre 2021, in seguito alla sconfitta di Éric Ciotti e all'investitura di Valérie Pécresse al Congresso dei Repubblicani per le elezioni presidenziali del 2022, il Movimento Conservatore, fino ad allora affiliato a LR, si è schierato per la candidatura di Éric Zemmour. Il giorno dopo, al lancio della campagna all'incontro di Villepinte, Laurence Trochu ha tenuto un discorso nel preambolo al candidato del nuovo partito Reconquête. È stata membro del comitato politico di Reconquête istituito nell'aprile 2022, e sciolto nel settembre 2022.
Alle elezioni legislative del giugno 2022 si è candidata nella prima circoscrizione di Yvelines con l'etichetta Reconquête. È stata eliminata al primo turno, finendo al quarto posto con il 12,47% dei voti espressi. È di nuovo candidata nella seconda circoscrizione di Yvelines, questa volta in un'elezione suppletiva nell'ottobre 2022, come candidata per Reconquête e con il sostegno di Marion Maréchal. Ha ottenuto l'11,06% e si è classificata al quarto posto, migliorando il risultato del suo partito di tre punti ma non riuscendo ancora una volta a qualificarsi per il secondo turno.

#### All'europarlamento
Alle elezioni europee del 2024 in Francia, si è candidata al quinto posto nella lista di Riconquista!, guidato da Marion Maréchal. La lista, avendo ottenuto il 5,47% dei voti in queste elezioni e quindi 5 seggi, è diventata deputata al Parlamento europeo. 
Tre giorni dopo le elezioni europee del 2024 e in preparazione delle elezioni legislative del 2024, i tre vicepresidenti del partito (Marion Maréchal, Guillaume Peltier, Nicolas Bay), così come Laurence Trochu, in rappresentanza di quattro dei cinque nuovi eurodeputati del partito Reconquête, chiedono "appoggio, ovunque in Francia, ai singoli candidati della coalizione di destra" con l'alleanza elettorale tra RN ed Éric Ciotti, in opposizione alla linea portata avanti da Éric Zemmour. 
Éric Zemmour evoca un tradimento da parte loro e annuncia la loro espulsione da Reconquête. All'Europarlamento aderiscono quindi al Gruppo dei Conservatori e dei Riformisti Europei.